# Comtat de Pardiac
El Comtat de Pardiac fou una jurisdicció feudal de Gascunya.
El comte Arnau II d'Astarac va morir el 1023 i va deixar sis fills i entre ells:
- Guillem I comte d'Astarac
- Odó abat de Simorra i després arquebisbe d'Auch
- Bernat Pelagós comte de Pardiac
- Ramon, vescomte de Persan

Bernat Pelagós fou el pare d'Arnau i d'una filla de nom desconegut que fou vescomtessa de Manhoac i es va casar amb el comte d'Aure. Arnau fou pare al seu torn d'un Bernat que va tenir un fill anomenat Otger I que el va succeir. A Otger li va succeir el seu fill Guillem, que fou comte i va tenir per successor al seu fill Boemond. El comtat va passar per diverses mans com els Montlezun (Montleçon), i va ser adquirit pels Armanyac breument el 1391 però a l'herència el 1418 va passar a un dels fills que va formar una branca de la família que van ser ducs de Nemours i (per compra) comtes de Guisa i d'Illa Jordà, la qual es va extingir el 1504.

## Llista de comtes
- Bernat Pelagós 1023-?
- Arnau III ?-1083
- Bernat I (fill) 1083-1124
- Otger I (fill) 1124-1171
- Otger II (fill) 1171-1205
- Guillem I (fill) 1205-1237
- Boemond (fill)1237-1265
- Maria de Pardiac (filla) 1265-1312
- Otger III (espòs) ?-1307 (de Montlezun)
- Guillem II 1312-1337 (I de Montlezun)
- Guillem III 1337-1358 (II de Montlezun)
- Guillem IV 1358-1368 (III de Montlezun)
- Guillem V 1368-1391 (IV de Montlezun)
- Ana de Montlezun (germana) 1391-1403[1]
- Guerau d'Armanyac 1391-1401, vescomte de Fesenzaguet, marit (+1402)
- Joan d'Armanynac (fill) († 1402), vescomte de Fesenzaguet
- Bernat II (VII) 1391-1418 (VII d'Armanyac)
- Bernat (fill) 1418-1462
- Jaume (fill) 1462-1477 (duc de Nemours)
- Joan (fill) 1477-1478 (duc de Nemours)
- Lluís (germà) 1478-1503 (duc de Nemours, comte d'Illa Jordà i Guisa)
- Margarida (germana) 1503
- Carlota (germana) 1503-1504)